# Liste der Kulturgüter in Savièse
Die Liste der Kulturgüter in Savièse enthält alle Objekte in der Gemeinde Savièse im Kanton Wallis, die gemäss der Haager Konvention zum Schutz von Kulturgut bei bewaffneten Konflikten, dem Bundesgesetz vom 20. Juni 2014 über den Schutz der Kulturgüter bei bewaffneten Konflikten sowie der Verordnung vom 29. Oktober 2014 über den Schutz der Kulturgüter bei bewaffneten Konflikten unter Schutz stehen.
Objekte der Kategorie A sind im Gemeindegebiet nicht ausgewiesen, Objekte der Kategorie B sind vollständig in der Liste enthalten, Objekte der Kategorie C fehlen zurzeit (Stand: 1. Januar 2023).

## Kulturgüter
| Foto |                                                                             | Objekt                                                                                | Kat. | Typ | Standort                                            | Beschreibung |
| ---- | --------------------------------------------------------------------------- | ------------------------------------------------------------------------------------- | ---- | --- | --------------------------------------------------- | ------------ |
| ja   | Datei hochladen · Wikidata zu Teufelsbrücke und Oratorium (Q29927269)       | Teufelsbrücke und Oratorium / Pont du diable et oratoire KGS-Nr.: 06983               | B    | G   | Route du Sanetsch 591023 / 124396                   |              |
| ja   | Datei hochladen · Wikidata zu Ruine der Burg La Soie (Q29927272)            | Ruine der Burg La Soie / Ruines du château de La Soie KGS-Nr.: 06984                  | B    | F   | Route du Château 591370 / 121357                    |              |
| ja   | Datei hochladen · Wikidata zu Kirche und Glockenturm (Q29927275)            | Kirche Saint-Germain und Glockenturm / Église Saint-Germain et clocher KGS-Nr.: 06985 | B    | G   | St-Germain, Rue de Saint-Germain 48 593139 / 122145 |              |
| ja   | Datei hochladen · Wikidata zu Gemeindehaus (Q29927296)                      | Gemeindehaus / Maison de commune KGS-Nr.: 06986                                       | B    | G   | St-Germain, Rue de Plandodin 4 593129 / 122179      |              |
| BW   | Datei hochladen · Wikidata zu Haus der Société des Hommes (Q131393654)      | Haus der Société des Hommes / Maison de la Société des Hommes KGS-Nr.: 17361          | B    | G   | Drône, Rue du Patrimoine 49 594465 / 123153         |              |
| BW   | Datei hochladen · Wikidata zu Das Grosse Haus (Haus Dumoulin) (Q131393718)  | Das Grosse Haus (Haus Dumoulin) / La Grande Maison (Maison Dumoulin) KGS-Nr.: 17365   | B    | G   | Chandolin, Route du Sanetsch 13 590658 / 121897     |              |
| BW   | Datei hochladen · Wikidata zu Kapelle Notre-Dame des Corbelins (Q131393727) | Kapelle Notre-Dame des Corbelins / Chapelle Notre-Dame des Corbelins KGS-Nr.: 17366   | B    | G   | Chandolin, Route du Sanetsch 50.1 590509 / 122139   |              |